# IPad (第4世代)
iPad（アイパッド）は、Appleが開発・販売しているタブレット型コンピューターで、iPad シリーズの第4世代にあたる機種（以下、第4世代iPadと呼ぶ）。iPad シリーズの第1世代にあたる機種（以下、第1世代iPadと呼ぶ）および同時に発表された第1世代iPad miniと区別する為、Appleは iPad Retinaディスプレイモデル（アイパッド レティナディスプレイモデル）の名称を用いていた。なお、2013年発売のiPad Air (第1世代)以降、およびiPad mini (第2世代)以降のモデルもRetinaディスプレイが採用されている。

## 概要
iPad シリーズの4代目の製品で、2012年10月23日にサンノゼで開催されたイベントでiPad miniと同時に発表された。
第3世代モデル発表からわずか約7か月と異例の速さでこのモデルが発表された。第3世代モデルの後継機種で、最大の変更点はコネクターを従来の『30ピンDockコネクタ』からiPhone 5より採用された『Lightningコネクタ』への変更である。これに併せる形でオプションのカメラコネクションキットもLightning対応型が発売される。CPUもApple A5XからApple A6Xに変更され、iPad (第3世代)と比べてグラフィックパフォーマンスが2倍の速度になった。また、前面カメラの解像度が120万画素に向上、HDの720p動画撮影にも対応している。ストレージ容量は当初は従来機種と同様に64GBまでの3種類だったが、2013年2月に128GBモデルが追加される。その他のスペックは、9.7インチのディスプレイなど変化はしていない。
日本での販売チャンネルも、第3世代モデルのSoftBankのみの取り扱いから、本機種より4S以降のiPhoneと同じくau（KDDI・沖縄セルラー電話）でも取り扱いを開始することとなった。
LTEは、第3世代モデルでは北米（AT&T、ベライゾン）のみ対応だったが、このモデルではグローバル対応となり、日本で発売されるモデルA1460は、Bands 1（2GHz帯）/3（1800MHz帯）/5（850MHz帯・CLRバンド）/13（700MHz帯・SMHバンドcブロック）/25（1900MHz帯を拡張したPCS拡張バンド）に対応している（北米向けのCDMA非対応モデルである「モデルA1459」は、Bands 4（AWSバンド）/17（700MHz帯・SMHバンドbブロック）に対応）。日本ではソフトバンクのSoftBank 4G LTE（2.1GHz帯とイー・モバイルとの提携で対応予定の1.7GHz帯）、auのau 4G LTE（2.1GHz帯のみ）に対応する。また3G回線についてもソフトバンクはプラチナバンドやHSPA+（最大21Mbps）、auはWIN HIGH SPEEDに対応する。

## ソフトウェア
初期搭載OSは、iOS 6で、iOS 10までサポートが継続された。2017年に開催されたWWDC2017で発表されたiOS 11ではサポート対象外となった。サポート対象外となった理由についてだが、iPad4世代には32-bitのSoC（A6X）搭載されており、64-bit OSであるiOS 11に対応しないためである。
なお、2019年7月22日にWi-Fi＋cellularモデルのみiOS 10.3.4（14G67）が配信された。

## 年表
- 2012年10月23日（米国時間） - サンフランシスコで開かれた製品発表会で第4世代iPadを発表[2]。
- 2012年10月26日 -  予約受付開始[4]。
- 2012年11月2日 - Wi-Fiモデル発売開始[5]。
- 2012年11月16日（米国時間） - 米国にてWi‑Fi + Cellularモデル発売開始[6]。
- 2012年11月30日 - 日本にてWi‑Fi + Cellularモデル発売開始[7]。
- 2013年1月30日 - 128GBモデルを発売すると発表[3]。
- 2013年2月5日 - 128GBモデルを発売開始[3]。
- 2013年5月31日 - 全モデルの日本国内価格改訂[8]。値上げ理由は、日経などの取材で「円安ドル高による改訂」としている[9]。アメリカ市場では値段は据え置かれている[10]。
- 2013年10月22日 - iPad Air (第1世代)の発表を受けて販売を終了。
- 2014年3月18日 - iPad 2の販売終了を受けて16GBモデルのみ販売を再開、同時に価格を改訂[11]。
- 2014年10月16日 - iPad Air 2の発表を受けて再び販売を終了。

## 価格

### アメリカ合衆国と日本での本体価格

#### 販売当初から2013年5月30日まで
| モデル                | 16 GB             | 32 GB             | 64 GB             | 128 GB            |
| --------------------- | ----------------- | ----------------- | ----------------- | ----------------- |
| iPad Wi-Fi            | US$499（¥39,920） | US$599（¥47,920） | US$699（¥55,920） | US$799（¥72,709） |
| iPad Wi-Fi + Cellular | US$629（¥50,320） | US$729（¥58,320） | US$829（¥66,320） | US$929（¥84,539） |

| モデル名               | iPad Wi-Fi | iPad Wi-Fi | iPad Wi-Fi | iPad Wi-Fi | iPad Wi-Fi + Cellular | iPad Wi-Fi + Cellular | iPad Wi-Fi + Cellular | iPad Wi-Fi + Cellular |
| フラッシュメモリの容量 | 16 GB      | 32 GB      | 64 GB      | 128 GB     | 16 GB                 | 32 GB                 | 64 GB                 | 128 GB                |
| ---------------------- | ---------- | ---------- | ---------- | ---------- | --------------------- | --------------------- | --------------------- | --------------------- |
| 一括販売時の価格       | ¥42,800    | ¥50,800    | ¥58,800    | ¥66,800    | ¥53,800               | ¥61,800               | ¥69,800               | ¥77,800               |

#### 2013年5月31日現在
| モデル                | 16 GB             | 32 GB             | 64 GB             | 128 GB            |
| --------------------- | ----------------- | ----------------- | ----------------- | ----------------- |
| iPad Wi-Fi            | US$499（¥50,399） | US$599（¥60,499） | US$699（¥70,599） | US$799（¥80,699） |
| iPad Wi-Fi + Cellular | US$629（¥63,529） | US$729（¥73,629） | US$829（¥83,729） | US$929（¥93,829） |

| モデル名               | iPad Wi-Fi | iPad Wi-Fi | iPad Wi-Fi | iPad Wi-Fi | iPad Wi-Fi + Cellular | iPad Wi-Fi + Cellular | iPad Wi-Fi + Cellular | iPad Wi-Fi + Cellular |
| フラッシュメモリの容量 | 16 GB      | 32 GB      | 64 GB      | 128 GB     | 16 GB                 | 32 GB                 | 64 GB                 | 128 GB                |
| ---------------------- | ---------- | ---------- | ---------- | ---------- | --------------------- | --------------------- | --------------------- | --------------------- |
| 一括販売時の価格       | ¥49,800    | ¥59,800    | ¥69,800    | ¥79,800    | ¥63,800               | ¥73,800               | ¥83,800               | ¥93,800               |

## iPadモデルの変遷
（横スクロールできる画像です）